# آلنیکو

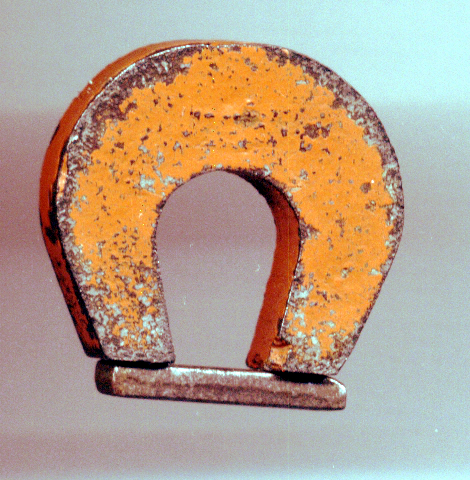
یک آهنربای نعلی شکل از جنس آلیاژ Alnico 5. تکه فلز در قسمت پایین یک نگهدارنده است که هنگامی که از آهنربا استفاده نمی‌شود روی قطب‌ها قرار می گیردکه به حفظ خاصیت مغناطیسی آهنربا کمک می‌کند.

آلنیکو خانواده ای از آلیاژهای آهن است که علاوه بر آهن از آلومینیوم (Al)، نیکل (Ni) و کبالت (Co) تشکیل شده‌است، از این رو از سر واژه al-ni-co استفاده می‌شود. این آلیاژها همچنین شامل مس، و گاهی تیتانیوم هستند. آلیاژهای آلنیکو فرومغناطیسی هستند و برای ساخت آهنرباهای دائمی مورد استفاده قرار می‌گیرند. قبل از توسعه آهنرباهای ساخته شده از عناصر نادر خاکی در دهه ۱۹۷۰، آنها قویترین نوع آهنرباهای دائمی بودند. نامهای تجاری دیگر برای آلیاژهای این خانواده عبارتند از: Alni , Alcomax , Hycomax , Columax و Ticonal.
آلیاژهای آلنیکو عموماً شامل ۱۲–۸٪ آلومینیوم، ۲۶–۱۵٪ نیکل، ۲۴–۵٪ کبالت، و حداکثر ۶٪ مس و ۱٪ تیتانیوم و بقیه آهن می‌باشند. توسعه آلیاژهای alnico از سال ۱۹۳۱ آغاز شد، هنگامی که T. Mishima در ژاپن فهمید که آلیاژ آهن، نیکل و آلومینیوم دارای وادارندگی مغناطیسی ۴۰۰ اورستد (۳۲ کیلوآمپر بر متر)هستند، دو برابر بهترین آهنرباهای فولادهای آنزمان.

## خصوصیات
برای تولید میدان‌های مغناطیسی قوی می‌توان آلیاژهای آلنیکو را مغناطیس کرد و از وادارندگی مغناطیسی (مقاومت در برابر مغناطیس زدایی) بالایی برخوردار است و بدین ترتیب آهنرباهای دائمی قوی ایجاد می‌شود. از میان آهنرباهای متداول موجود، فقط آهنرباهایی که از عناصر نادر خاکی مانند نئودیمیم و ساماریوم-کبالت هستند، قوی‌تر اند. آهنرباهای آلنیکو میدان مغناطیسی به قدرت ۱۵۰۰ گاوس(۰٫۱۵ تسلا) در محل قطبهای خود تولید می‌کنند؛ تقریباً ۳۰۰۰ برابر قدرت میدان مغناطیسی زمین. برخی از انواع آلیاژهای alnico ایزوتروپیک هستند و از هر جهتی قابلیت مغناطیس شدن را دارند. انواع دیگر مانند alnico 5 و alnico 8، ناهمسانگرد هستند؛ یعنی دارای جهت ترجیحی مغناطش هستند. آلیاژهای ناهمسانگرد به‌طور کلی از ظرفیت مغناطیسی بیشتری در جهت ترجیحی نسبت به انواع آلیاژهای ایزوتروپ برخوردار هستند. مغناطش بازمانده آلنیکو(B r) ممکن است از ۱۲۰۰۰ گاوس فراتر رود(۱٫۲ تسلا) وادارندگی مغناطیسی آن(Hc) می‌تواند تا ۱۰۰۰ ارستد(۸۰ کیلوآمپر بر متر) و انرژی تولیدی آن(BH) می‌تواند تا 5.5 MG·Oe باشد(44T·A / m). این بدان معنی است که آلنیکو می‌تواند در مدارهای مغناطیسی بسته یک شار مغناطیسی قوی تولید کند، اما مقاومت نسبتاً کمی در برابر مغناطیس زدایی دارد. قدرت میدان مغناطیسی در قطبهای هر آهنربای دائمی وابستگی بسیاری به شکل آن دارد.
آلیاژهای آلنیکو دارای بالاترین درجه حرارت کوری (حدود ۸۰۰ درجه سانتی گراد) در بین مواد مغناطیسی هستند؛ اگرچه حداکثر دمای کاری به‌طور معمول در حدود ۵۳۸ درجه سلسیوس (۱٬۰۰۰ درجه فارنهایت) محدود می‌شود. آلیاژهای آلنیکو تنها آهن‌رباهایی هستند که حتی در صورت گرم شدن تا حد فروزندگی نیز از خاصیت مغناطیسی برخوردار هستند. این خاصیت و همچنین شکنندگی و نقطه ذوب بالای آن‌ها نتیجه گرایش شدید به منظم چیده شدن به دلیل پیوند میان‌فلزی بین آلومینیوم و سایر مواد تشکیل دهنده است. در صورت استعمال صحیح، این آلیاژها یکی از پایدارترین آهنرباها هستند. آهنرباهای آلنیکو برخلاف آهنرباهای سرامیکی، رسانای الکتریکی هستند.
در سال ۲۰۱۸، آهنرباهای Alnico حدود ۴۴ دلار به ازای هر کیلوگرم قیمت داشته‌است.

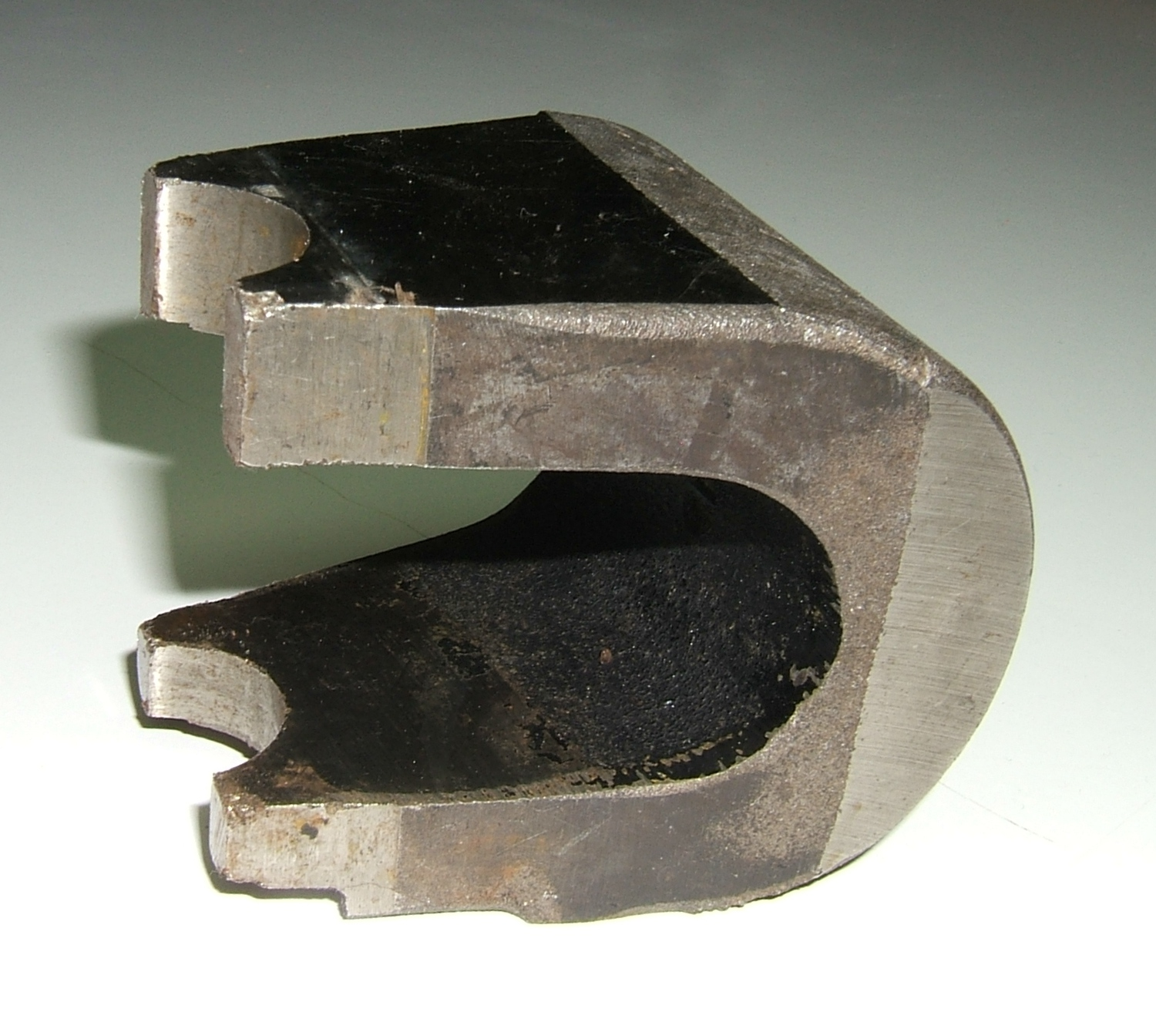
آهنربای آلنیکو ۵ که در یک لوله مگنترون در اجاق مایکروویو اولیه استفاده می‌شد. حدود ۸ سانتی‌متر طول

## دسته‌بندی
آهنرباهای آلنیکو با استفاده از اعدادی که توسط انجمن تولیدکنندگان مواد مغناطیسی (MMPA) تعیین می‌شود‎؛ طبقه‌بندی می‌شوند. بعنوان مثال، alnico 3 یا alnico 5. این طبقه‌بندی‌ها براساس ترکیب شیمیایی و خاصیت مغناطیسی است. (خود اعداد هیچ ارتباط مستقیمی با خصوصیات مغناطیسی ندارند؛ برای مثال تعداد بالاتر لزوماً نشان‌دهنده آهنربای قوی‌تری نیست)
سیستم دیگری توسط MMPA ارائه داده شده‌است که آهنرباهای Alnico را بر اساس حداکثر انرژی تولیدی و نیروی وادارندگی ذاتی تعیین می‌کند.

## فرایند ساخت

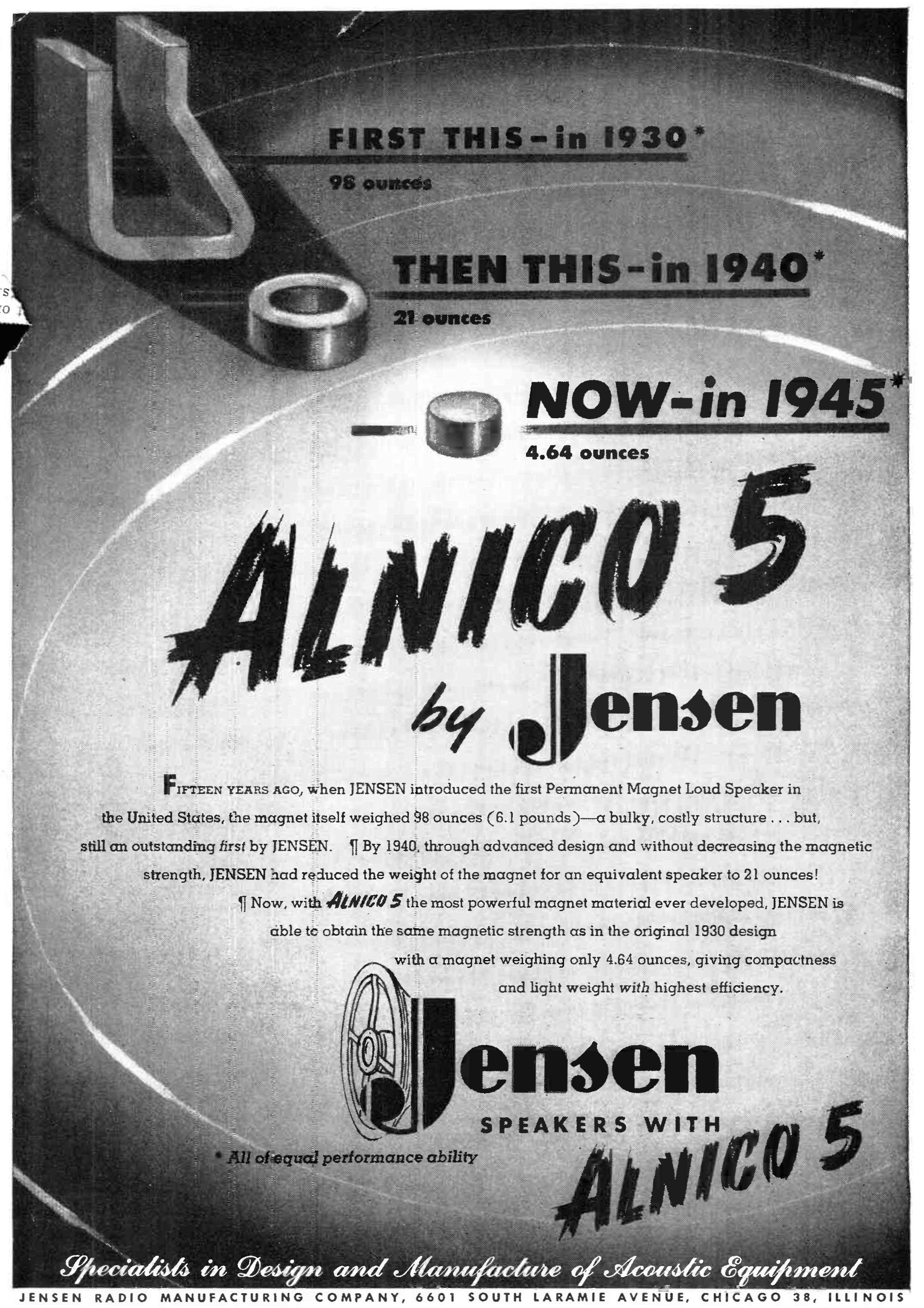
تبلیغ شرکت رادیوسازی Jensen برای بلندگوهای Alnico 5 در سال ۱۹۴۵. همان‌طور که نشان داده شده‌است، آلنیکو ۵ باعث کاهش چشمگیر در اندازه و وزن آهنربای مورد نیاز برای تولید یک شار معین، از ۹۰ اونس در سال ۱۹۳۰ به ۴٫۶ اونس شد.

آهنرباهای آلنیکو توسط فرآیندهای ریخته‌گری یا تف جوشی تولید می‌شوند. آلیاژهای ریختگی آلنیکو به روشهای مرسوم و با استفاده از قالبهای شن و ماسه ای با رزین تولید می‌شود. آهنرباهای زینترشده آلنیکو با استفاده از روش‌های متالورژی پودر فلز تشکیل می‌شوند و این روش برای ساخت هندسه‌های پیچیده مناسب است.
بیشتر آلیاژهای آلنیکو تولید شده ناهمسانگرد هستند؛ به این معنی که میدان مغناطیسی دانه‌ها در یک جهت است. آهنرباهای آلنیکو ناهمسانگرد با حرارت دادن در دمای بالاتر از دمای بحرانی و خنک شدن در حضور یک میدان مغناطیسی جهت‌دار می‌شوند. برای بهینه شدن خواص مغناطیسی هر دو آلیاژهای همسانگرد و ناهمسانگرد آلنیکو، نیاز به عملیات حرارتی مناسب دارند، درغیر اینصورت وادارندگی آنها در حدود 10Oe می‌باشد. پس از عملیات حرارتی این دسته از آلیاژها به یک ماده کامپوزیت تبدیل خواهد شد که از آهن و کبالت که در زمینه غنی از نیکل و آلومینیوم رسوب می‌کند، تشکیل شده‌است.

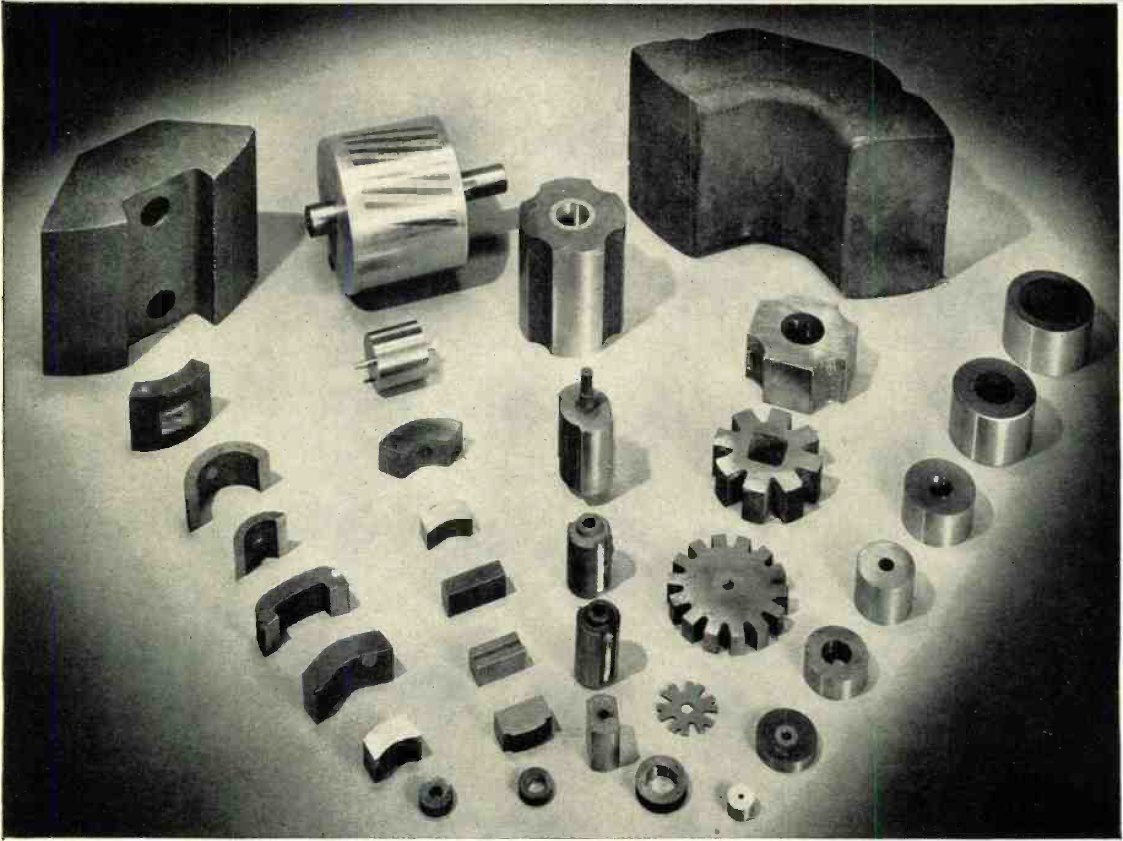
مجموعه ای از آهنرباهای آلنیکو در سال 1956. Alnico ۵، که در طول جنگ جهانی ۲ توسعه یافت، منجر به نسل جدید موتورهای آهنربای دائم کوچک و بلندگوها شد.

ناهمسانگردی آلیاژهای آلنیکو با استفاده از اعمال یک میدان مغناطیسی خارجی در امتداد محور مغناطیسی مورد نظر بر روی آن در طول زمان جوانه زنی ذرات رسوب جهت دهی می‌شود، که این فرایند هنگام خنک شدن از دمای ۹۰۰ درجه سلسیوس (۱٬۶۵۰ درجه فارنهایت) تا ۸۰۰ درجه سلسیوس (۱٬۴۷۰ درجه فارنهایت) رخ می‌دهد. بدون یک میدان خارجی ناهمسانگردی‌های محلی در جهت‌های مختلف به دلیل مغناطیس شدن خود به خود وجود دارد.

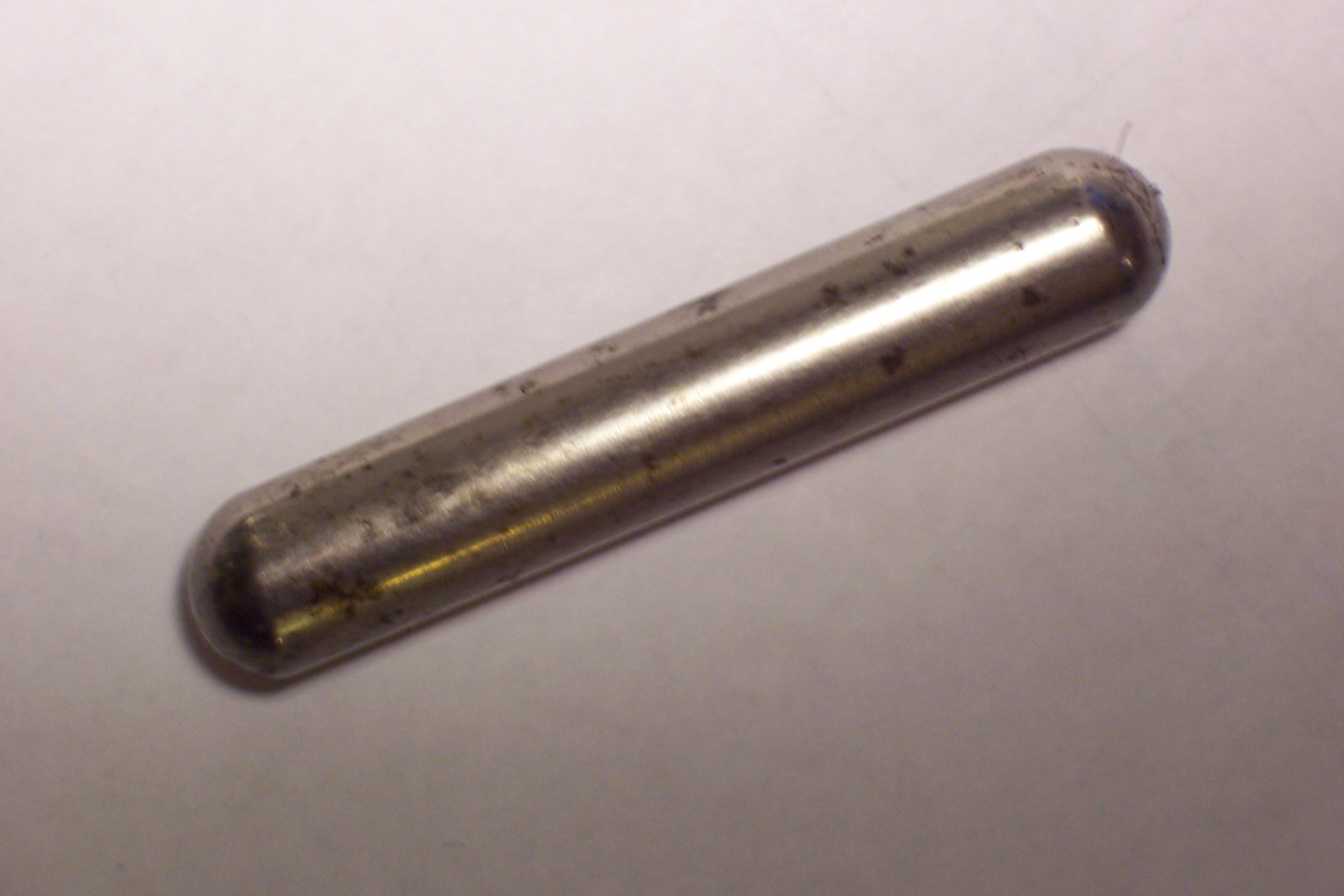
آهنربای گاوی آلنیکو، برای اتصال سیم آهنی تیز و سایر اشیاء آهنی که ممکن است توسط حیوان مورد مصرف قرار گیرد و در غیر این صورت باعث آسیب به دستگاه گوارش می‌شود.

آهنرباهای آلنیکو به‌طور گسترده‌ای در کاربردهای صنعتی و عمومی مورد استفاده قرار می‌گیرد. نمونه‌هایی از کاربرد آن‌ها در موتورهای برقی، پیکاپ گیتار برقی، میکروفون‌ها، سنسورها، بلندگوها، لوله‌های مگنترون و آهنرباهای گاوی است. در بسیاری از کاربردها، آنها توسط آهنرباهای عناصر نادر خاکی جایگزین شده‌اند، که میدان قوی تر آنها (B r) و انرژی تولیدی بزرگتر (B · H max) اجازه می‌دهد تا از آهنرباهایی با اندازه کوچکتر برای یک کاربردخاص استفاده شود.

## منابع

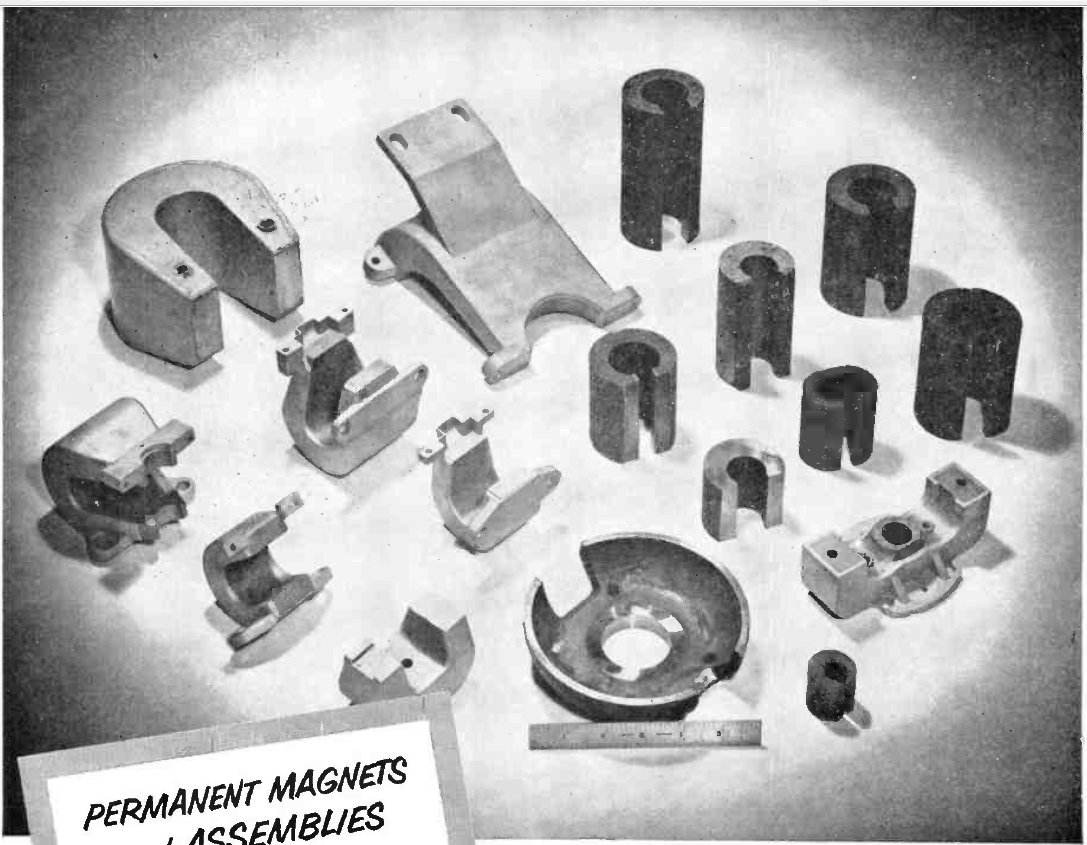
مجموعه ای از آهنرباهایی از جنس آلیاژ آلنیکو به شکل نعل اسب، ۱۹۵۶